# Championnat de Belgique de football de deuxième division 2021-2022
Navigation
saison précédente saison suivante
Le Championnat de Belgique de football de deuxième division 2021-2022 est la cent-cinquième édition du championnat de belge de Division 2, mais la sixième édition sous l'appellation « Division 1B».
À la suite d'une importante réforme de la structure pyramidale du football belge survenue en 2016, le championnat, qui ne comporte dès lors plus que 8 clubs professionnels, se compose de deux périodes au cours desquelles les différentes formations s'affrontent en allers-retours.

## Critères de participation
Parmi les critères d'octroi de la licence pour jouer en Division 1B, citons :
- Avoir 17 joueurs sous contrat avec le statut professionnel.
- Disposer d'un stade de minimum 8 000 places dont minimum 5 000 places assises.
- Disposer d'un éclairage de 800 lux.

Les clubs participant à la Division 1B perçoivent 500 000 euros par saison provenant des droits télévisés du football professionnel.

## Clubs participants à la saison 2021-2022
| Club                 | En Division 2 depuis | Classement 2020-2021 | Budget (en M€) | Entraîneur          | Depuis | Stade              | Capacité |
| -------------------- | -------------------- | -------------------- | -------------- | ------------------- | ------ | ------------------ | -------- |
| Waasland-Beveren     | 2021                 | 17e (D1A)            | NC             | Marc Schneider      | 2021   | Freethiel          | 8 190    |
| Royal Excel Mouscron | 2021                 | 18e (D1A)            | NC             | José Jeunechamps    | 2021   | Le Canonnier       | 10 830   |
| Lommel SK            | 2018                 | 3e                   | NC             | Liam Manning        | 2020   | Soeverein          | 8 000    |
| K. VC Westerlo       | 2014                 | 4e                   | NC             | Bob Peeters         | 2017   | Het Kuipje         | 8 035    |
| KMSK Deinze          | 2020                 | 5e                   | NC             | David Gevaert       | 2019   | Burg. Van de Wiele | 7 515    |
| RWD Molenbeek        | 2020                 | 6e                   | NC             | Laurent Demol       | 2020   | E. Machtens        | 12 266   |
| Lierse Kempenzonen   | 2020                 | 7e                   | NC             | Tom Van Imschoot    | 2020   | H. Vanderpoorten   | 13 539   |
| R. Excelsior Virton  | 2021                 | Réintégration        | NC             | Christophe Grégoire | 2021   | Y. Georges         | 4 000    |

### Localisation des clubs participants
| \| W-Beveren Mouscron Deinze RWDM Westerlo Lommel Lierse Virton \| Localisation des clubs engagés en Division 1B 2021-2022 |
| W-Beveren Mouscron Deinze RWDM Westerlo Lommel Lierse Virton                                                               |

### Villes et stades
| KV RS Waasland-SK Beveren                        | R. Excel Mouscron                 | Lommel SK                                    | K. VC Westerlo                |
| ------------------------------------------------ | --------------------------------- | -------------------------------------------- | ----------------------------- |
| Freethiel Capacité : 8 190                       | Le Canonnier Capacité : 10 570    | Stade Soeverein Capacité : 8 000             | Het Kuipje Capacité : 8 035   |
|                                                  |                                   |                                              |                               |
| KM SK Deinze                                     | R.W.D. Molenbeek                  | K. Lierse Kempenzonen                        | R. Excelsior Virton           |
| Burgmeester Van de Wielestadion Capacité : 7 515 | Edmond Machtens Capacité : 12 266 | Stade Herman-Vanderpoorten Capacité : 14 538 | Yvan Georges Capacité : 4 000 |
|                                                  |                                   |                                              |                               |

## Organisation – Nouvelle formule pour le titre
Après de la saison 2020-2021, la Proximus League connaît une nouvelle formule de fonctionnement. «Exit» la finale entre les vainqueurs de période. Le championnat se déroule encore avec deux fois 14 journées. Chaque formation rencontre quatre fois chacun de ses rivaux (deux fois à domicile, autant de fois en déplacement). Le changement notable est qu’un seul classement est établi sur l’ensemble des 28 journées. Le vainqueur de ce classement est promu parmi l’élite (sous réserve d’être en ordre de licence).

### Barrage pour la montée
Autre nouveauté, un second montant vers la Jupiler League peut être désigné. Cela se passe via un barrage entre le 2e classé (ou premier suivant du champion en ordre de licence) et le 17e classé de la phase classique de la Jupiler League (D1A) .

### Play-off 2
En juillet 2020, il semble qu’avec l’adaptation du système de play-offs en D1A, il ne soit plus prévu que des équipes de D1B participe à la fin de saison dans des «PO2» qui paraissent bien avoir disparus du planning de l'élite.

### Play-off 3
De même, en juillet 2020, rien n’a filtré, ni sur un maintien des anciens «PO3», ni sur leur suppression.
Etant donné que le champion après 28 journées monte directement (si licence en ordre), il semble logique que le 8e soit relégué direct. Une confirmation reste nécessaire.
En janvier 2021, en raison de la stagnation de la situation due à la Pandémie de Covid-19, la fédération décrète une « saison blanche » pour le football non professionnel. Il n'y a donc pas de montant depuis la Nationale 1, par la voie sportive.

### Changements d’entraîneurs 2021-2022
| Club | Entraîneur | Date embauche | Date licenciement |
| ---- | ---------- | ------------- | ----------------- |
|      |            |               |                   |

## Classement 2021-2022

### Légende
|                 | Club sacré champion et promu en Jupiler League la saison suivante si en ordre de licence.                 |
|                 | Club qualifié pour disputer un barrage pour une montée éventuelle contre le 17e classé de Jupiler League. |
|                 | Club(s) relégué(s) en Nationale 1.                                                                        |
|                 | Club en faillite et dissous                                                                               |
| en diminution   | Club(s) relégué(s) de Division 1A depuis la saison précédente.                                            |
| en augmentation | Club(s) promu(s) de Nationale 1 depuis la saison précédente.                                              |

### Tableau des matchs - Phase 1
- Dernière mise à jour : voir classement général

| Résultats (▼dom., ►ext.)                                   | DEI | LIE | LOM | RWD | MOU | VIR | WAA | WES |
| KM SK Deinze                                               |     | 1-1 | 3-3 | 1-2 | 3-1 | 3-0 | 0-0 | 2-1 |
| K. Lierse Kempenzonen                                      | 2-2 |     | 2-2 | 4-1 | 2-2 | 2-0 | 2-1 | 1-5 |
| Lommel SK                                                  | 2-2 | 3-1 |     | 2-3 | 3-0 | 1-3 | 2-3 | 0-1 |
| R.W.D. Molenbeek                                           | 2-2 | 3-3 | 1-2 |     | 3-1 | 0-0 | 1-3 | 1-2 |
| R. Excel Mouscron                                          | 2-0 | 2-1 | 0-1 | 1-1 |     | 1-1 | 0-4 | 1-2 |
| R. Excelsior Virton                                        | 1-1 | 2-1 | 2-1 | 0-2 | 0-2 |     | 0-3 | 0-2 |
| KV RS Waasl.-SK Beveren                                    | 0-2 | 1-3 | 2-1 | 2-3 | 0-2 | 4-3 |     | 0-2 |
| K. VC Westerlo                                             | 2-2 | 3-2 | 2-0 | 0-0 | 4-3 | 2-0 | 1-1 |     |
| - Victoire à domicile - Match nul - Victoire à l'extérieur |     |     |     |     |     |     |     |     |

### Classement général
- Remarque: Montée en D1A, maintien ou descente sont conditionnés à l'octroi des licences concernées.
- Dernière mise à jour: le 17 avril 2022

| Rang | Équipe                    | Pts | J  | G  | N  | P  | Bp | Bc | Diff |
| ---- | ------------------------- | --- | -- | -- | -- | -- | -- | -- | ---- |
| 1    | K. VC Westerlo            | 56  | 28 | 17 | 5  | 6  | 52 | 29 | +23  |
| 2    | R.W.D. Molenbeek          | 49  | 28 | 14 | 7  | 7  | 41 | 39 | +2   |
| 3    | KV RS Waasland-SK Beveren | 41  | 28 | 12 | 5  | 11 | 47 | 40 | +7   |
| 4    | KM SK Deinze              | 39  | 28 | 9  | 12 | 10 | 47 | 39 | +8   |
| 5    | K. Lierse Kempenzonen     | 36  | 28 | 9  | 9  | 10 | 39 | 42 | -3   |
| 6    | Lommel SK                 | 35  | 28 | 9  | 8  | 11 | 39 | 40 | -1   |
| 7    | R. Excel Mouscron         | 30  | 28 | 8  | 6  | 14 | 31 | 45 | -14  |
| 8    | R. Excelsior Virton       | 21  | 28 | 5  | 6  | 17 | 24 | 52 | -28  |

### Tableau des matchs - Phase 2
| Résultats (▼dom., ►ext.)                                   | DEI | LIE | LOM | RWD | REM | VIR | WBE | WES |
| KM SK Deinze                                               |     | 1-2 | 1-1 | 3-0 | 2-2 | 2-1 | 3-3 | 1-2 |
| Lierse Kempenzonen                                         | 1-1 |     | 0-2 | 0-1 | 0-1 | 1-1 | 2-0 | 1-0 |
| Lommel SK                                                  | 2-1 | 0-1 |     | 0-0 | 0-0 | 3-0 | 1-1 | 2-1 |
| RWD Molenbeek                                              | 1-0 | 3-1 | 2-0 |     | 2-0 | 3-0 | 2-1 | 0-2 |
| RE Mouscron                                                | 1-2 | 0-0 | 2-1 | 0-1 |     | 2-1 | 3-0 | 2-6 |
| RE Virton                                                  | 0-2 | 2-2 | 2-3 | 0-1 | 2-0 |     | 0-4 | 1-0 |
| Waasland-Beveren                                           | 4-1 | 0-1 | 1-1 | 1-0 | 2-0 | 3-1 |     | 2-1 |
| K. VC Westerlo                                             | 0-3 | 2-0 | 3-0 | 2-2 | 1-0 | 1-1 | 2-1 |     |
| - Victoire à domicile - Match nul - Victoire à l'extérieur |     |     |     |     |     |     |     |     |

## Résumé de la saison
- Champion :

Xième titre de Division 1B
| Région flamande (5)              | Région flamande (5) | Région wallonne (3)               | Région wallonne (3) |
| -------------------------------- | ------------------- | --------------------------------- | ------------------- |
| Province d'Anvers                | 2                   | Province de Hainaut               | 1                   |
| Province de Flandre-Occidentale  | 0                   | Province de Liège                 | 0                   |
| Province de Flandre-Orientale    | 2                   | Province de Luxembourg            | 1                   |
| Province de Limbourg             | 1                   | Province de Namur                 | 0                   |
| Province du Brabant flamand      | 0                   | Province du Brabant wallon        | 0                   |
| Région de Bruxelles-Capitale VFV | 0                   | Région de Bruxelles-Capitale ACFF | 1                   |

À partir de la saison 2017-2018, le Brabant est également scindé en ailes linguistiques. Les cercles de la Région de Bruxelles-Capitale doivent choisir leur appartenance entre VFV et ACFF. La grande majorité opte pour l'ACFF..

### Promu en D1A (Jupiler Pro League)
- K. VC Westerlo

### Relégué de D1 A (Jupiler Pro League)
- Beerschot

### Relégué en Nationale 1
- R. Excel Mouscron